# مديح الكراهية
مديح الكراهية هي الرواية الثالثة للروائي السوري خالد خليفة. بعد «حارس الخديعة» و«دفاتر القرباط». ولد خالد خليفة في سورية عام 1964 ونال بكالوريوس في الحقوق من جامعة حلب، وهو معروف ككاتب سيناريو سينمائي وتلفزيوني، ومن أبرز أعماله التلفزيونية «هدوء نسبي» الذي تعرض لتجربة الصحافيين الذين واكبوا تجربة الحرب في العراق. صدرت الرواية لأوّل مرة عام 2006 عن دار أميسا للنشر والتوزيع السورية – فرع بيروت ولكنها مُنعت في سوريا ومن ثم صدرت عن دار الآداب للنشر والتوزيع في لبنان. تُرجمت الرواية إلى أكثر من ثمانية لغات عالمية منها الإنجليزية والإسبانية والفرنسية والإيطالية والألمانية، ودخلت في القائمة النهائية «القصيرة» للجائزة العالمية للرواية العربية لعام 2008, المعروفة بجائزة «بوكر». ومن ثم في عام 2013 دخلت في القائمة الطويلة لجائزة «الإندبندنت لأدب الخيال الأجنبي». وإختارها موقع «لِيسْت ميوز» الثقافي الأمريكي ضمن قائمة أفضل مائة رواية عبر التأريخ.

## حول الرواية
تقتحم هذه الرواية حقبة من تاريخ سوريا وتعيد طرح الأسئلة الحارقة عن الصراع بين الأصوليين والسلطة، نهاية سبعينيات وبداية ثمانينيات القرن الماضي، وهي حقبة كادت تقضي بها ثقافة الكراهية على الأخضر واليابس. تقود الرواية القراء من مدينة حلب الآسرة وعوالم نسائها وحياتهن السرية إلى أفغانستان، مرورًا بالرياض وعدن ولندن وأمكنة أخرى.
تحرص رواية «مديح الكراهية» على ألا تتناول الأحداث بشكل سياسي، بل هي تؤرخ لتلك الفترة عبر شخصيات حيوية تتحرك في مناخ اجتماعي وسياسي. ولدى سؤال الكاتب عن هامش الخيال في روايته أجاب «هي رواية أكثر منها توثيق. لكن حينما أستعيدها أجدها طازجة، فكرة الخوف، تراكم الخوف عند الإنسان السوري».
وأضاف «أنا لم أكتب رواية عن زمن محدد، بل هي تصلح لأزمنة كثيرة، ولم تكن الوثيقة عاملاً أساسياً فيها».
تتناول الرواية فترة العنف المسلح في ثمانينيات القرن الماضي في سورية وصراع السلطة مع الأصوليين، وما زالت ممنوعة من النشر في سوريا حتى الآن.
تدور أحداث الرواية في مدينة حلب السورية، قال الكاتب عن علاقته بالمدينة: «عشت نصف عمري في حلب والنصف الآخر في دمشق، لكن حلب لم تنته بالنسبة لي كمكان مفضل للكتابة عنه، لا أدري السر أو لا أستطيع شرحه، خاصة أنني ما زلت قادرا على الكتابة عنه مرة أخرى، ولا أدري متى سأكتب عن دمشق لكنني قد لا أفعل ذلك مطلقا وأبقى أسير حلب».
يمتد الفضاء الزمني للرواية بين عامي 1963 و2005. عند سؤال الكاتب عن سبب اختيار هذه الفترة بالتحديد وعن أهميتها في تشكيل الوعي والذاكرة السورية أجاب: «هذه السنوات هي ما صنعت سوريا التي عشناها، أو التي عاشها أبناء جيلنا وهي التي تغيرت فيها أحلام السوريين كثيرًا من الرغبة في بناء بلد ديمقراطي معاصر ومنفتح على كل الثقافات المحلية والعالمية إلى بلد مغلق، مقموع ومحكوم بثقافة الحزب الواحد وأيديولوجيته المنافقة». وأكد خليفة «لا تستطيع أن تقرأ المرحلة اليوم من دون العودة إلى تلك الفترة. أدوات السلطة تقف عند ذلك الزمن، بينما وعي الناس يتطور، وأدواتهم كذلك».
يمتد الفضاء الزمني للرواية بين عامي 1963 و2005. عند سؤال الكاتب عن سبب اختيار هذه الفترة بالتحديد وعن أهميتها في تشكيل الوعي والذاكرة السورية أجاب: «هذه السنوات هي ما صنعت سوريا التي عشناها، أو التي عاشها أبناء جيلنا وهي التي تغيرت فيها أحلام السوريين كثيرًا من الرغبة في بناء بلد ديمقراطي معاصر ومنفتح على كل الثقافات المحلية والعالمية إلى بلد مغلق، مقموع ومحكوم بثقافة الحزب الواحد وأيديولوجيته المنافقة». وأكد خليفة «لا تستطيع أن تقرأ المرحلة اليوم من دون العودة إلى تلك الفترة. أدوات السلطة تقف عند ذلك الزمن، بينما وعي الناس يتطور، وأدواتهم كذلك».في حين أن القصة ظاهريًا هي قصة منزلية عن الراوية وأسرة عماتها الثرية اللواتي يجب عليهن الاختيار بين حياة العنوسة التي تنكر الذات أو الزواج المتمرّد، فهي في جوهرها تدور حول العنف: العنف الديني للإخوان المسلمين، والعنف المضاد الذي تمارسه حكومة تدعي العلمانية. القوتان محاصرتان في حلقة مفرغة من الكراهية.
ومن اللافت أن يروي خليفة حكايته على لسان امرأة، فقد اختار الكاتب إظهار التطرف من منظور أنثوي، وليس من منظور الشهيد الذكر التقليدي، وهذا ما كان الابتكار الأهم للرواية. الراوية مجهولة الاسم هي البطلة التي تلاحقها الرواية منذ نشأتها في مدينة حلب في بيت نسائي بين خالاتها الوحيدات بعد موت الجدة. وتقع واحدة منهن في غرام ضابط من غير طائفتها، ما يسبب لها قطيعة مع عائلتها، وتتزوج أخرى من أصولي تسافر معه إلى السعودية ومن ثم إلى افغانستان. أما البطلة نفسها فحكايتها تبدأ قبيل دخولها الجامعة، ثم نشاطها الجامعي وتوزيع المنشورات سراً، إلى تجربة اعتقالها، وهو الأمر الذي يملأها بالكراهية شيئا فشيئا.
الشابة المحجبة، التي نشأت في هذه البيئة منعزلة في منزل أجدادها، تتفوق في زرع الكراهية، التي تشعر بأنها قوة عاطفية وهادفة مثل الحب. في مرحلة ما، «أدركت أن الكراهية تستحق الثناء، لأنها تعيش في داخلنا تمامًا كما يفعل الحب. إنها تنمو لحظة بلحظة لتستقر أخيرًا في نفوسنا، ولا نريد الهروب منها حتى عندما تسبب ألمنا». حتى عندما تجد نفسها مسجونة، هناك نوع غريب من الكراهية بين النساء السجينات.
إن حماستها الدينية تتعارض مع استيقاظ دوافعها الجنسية ويخلق صراع بين هذين الاثنين حتى النهاية. تستسلم لإثارة حياتها الجنسية الناشئة ودوافعها الجسدية، المثلية بدرجة ما، ولكنها تتراجع بعد ذلك وتؤنب نفسها على ضعفها. يكتب خليفة بشكل مقنع عن هذه الإثارة الجنسية المضطربة في أجزاء، لكنه يتحول إلى ابتكار أخرق أو مبالغة في أوقات أخرى.
يُقال إن خليفة أمضى 13 عامًا في العمل على الكتاب، وعندما وصل إلى نهائيات الجائزة العالمية للرواية العربية، قال: «الشيء الرئيسي الذي أردت أن أتطرق إليه هو صراع أصوليتين». لا تجسد الرواية المأساة في هذا فحسب، بل «البطولة» التي تحدد ذاتها لمن هم على استعداد للعيش والموت من أجل قضيتهم.

## إقتباسات من الرواية
جاء على لسان الشخصية الرئيسية في الرواية:
| مديح الكراهية | الكآبة تتناسل من خطوات رضوان, جلس قريبًا منِّي وسألني إن كنت أريد شرب شاي بالنعناع, تركته وحيدًا وعدت إلى غرفتي لأغرق في رائحة مخدّتي محاولة النوم وطرد هواجس السفر إلى أيّ مكان. ماذا يعني أن أذهب كلّ صباح إلى كلية ينظر إليّ طلابها بخوف, يبتعدون عني كجرباء؟ المظليّون والمظليّات قبضوا ثمن ولائهم علامات أتاحت لهم دخول الكلية بامتيازات لا تُعدّ ولا تُحصى.. أنظر إليهم وتعود إليّ هواجس مديح الكراهية, قلت لسلافة "لم نعد صالحات للعيش". أمسكتني من ذراعي ودخلنا أقرب مقهى, ثرثرت بحماس عن حقِّنا بالحياة والحب والعمل وهواء البلاد, كانت عيناها تكذبان محاولة إخفاء إحباطها والهرب من نظراتي التي تحاصرها. | مديح الكراهية |

## ترجمة الرواية
تُرجمت هذه الرواية إلى العديد من اللغات، فيما يلي أبرز تلك الترجمات:
- الإنجليزية التي طبعت عام 2012 عن دار راندوم هاوس، وقد قامت بترجمتها إلى الإنجليزية المترجمة البريطانية «ليري برايس».[12][13]
- والإسبانية التي طبعت عام 2012 عن دار راندوم هاوس، وقد قامت بترجمتها إلى الإسبانية «كورا سِبْزا».[14]
- والفرنسية التي طبعت عام 2011 عن «دار أكت سود», وقد قامت بترجمتها إلى الفرنسية المترجمة السورية «رانيا سمارة».[15][16]
- والإيطالية التي طبعت عام 2011 عن «دار بومبياني» في ميلانو، وقد قامت بترجمتها إلى الإيطالية «فرانشيسكا بريفيديلو».[17][18]
- والألمانية.[19][20]
- والهولندية التي طبعت عام 2011 عن «دار دِخوس للنشر», وقد قامت بترجمتها إلى الهولندية «آفكا س. هوفيك».[21]
- والنرويجية التي طبعت عام 2011 عن «دار مينُسكيل للنشر», وقد قام بترجمتها إلى النرويجية «غاير يوال سغوكسِث».[22]
- والدانماركية التي طبعت عام 2014 عن «دار كوريدور للنشر».[23][24]